# Maxim Reality
Keith "Keeti" Palmer (Peterborough, 21 maart 1967), beter bekend onder het pseudoniem Maxim Reality of Maxim, is een MC van de Britse band The Prodigy.
Maxim begon in The Prodigy als danser, maar na enige tijd werd hij ook zanger van de band. Zijn debuut als zanger was de plaat Poison dat verscheen op het album Music for the Jilted Generation, al was zijn stem al te horen op Death of the prodigy dancers dat verscheen op The Prodigy Experience.
Naast The Prodigy is hij ook bezig met een solocarrière, onder de naam Maxim, hij bracht tot nu toe drie albums uit.

## Discografie

### Albums
- 2000 Hell's Kitchen (uitgebracht op 2 oktober)
- 2005 Fallen Angel (uitgebracht op 29 maart)
- 2019 Love More (digitaal uitgebracht op 16 december)

### Singles en ep's
- 1994 Grim Reaper EP (maar 500 stuks gemaakt; white label)
- 1999 My Web (uitgebracht 9 augustus)
- 2000 Carmen Queasy (samen met Skin uitgebracht op 29 mei)
- 2000 Scheming (uitgebracht op 11 september)

- Bibliothèque nationale de France: cb14036475s (data)
- International Standard Name Identifier: 0000 0000 7841 2639
- Library of Congress Control Number: no2010190328
- MusicBrainz: 03ea7e10-0b02-4437-8846-82ab2335e057
- Nationale Bibliotheek van Tsjechië: xx0067580
- Système universitaire de documentation: 168922339
- Virtual International Authority File: 85740906
- WorldCat: E39PBJrRk9hxGxHqtM84BfXyBP